# Schönbach (Sebnitz)
Schönbach (örtlich auch Schimsch) ist ein Ortsteil der Stadt Sebnitz im Landkreis Sächsische Schweiz-Osterzgebirge mit ca. 275 Einwohnern.
Schönbach ist ungefähr 1 km lang und durchschnittlich 150 m breit. Es zieht sich entlang des Baches Schönbach, der in Hainersdorf in die Sebnitz (Fluss) mündet. Nachbarorte sind das westlich gelegene und zu Neustadt in Sachsen gehörende Krumhermsdorf, das südlich gelegene Hainersdorf und das im Osten angrenzende Stadtgebiet von Sebnitz.
Schönbach war ursprünglich ein eigenständiges Dorf. Am 1. Dezember 1935 wurde es in die Stadt Sebnitz eingemeindet.
Aus finanziellen Gründen gab es bis zur Eingemeindung ungewöhnlicherweise keine Kirche und keinen Pfarrer in Schönbach. Gottesdienste wurden immer in einfachen Wohnhäusern gehalten. Dazu kam der Pfarrer aus Krumhermsdorf. Bis heute gibt es keine Kirche im Ort.

## Verkehr
Eine Landstraße (Martin-May-Straße) durchquert den ganzen Ort, ansonsten gibt es nur wenige kleine Straßen. Ein Regionalbus der Linie 267 des RVSOE verkehrt täglich zwischen Sebnitz und Neustadt in Sachsen (2 Haltestellen in eine Richtung). Die Regionalbahn, die 300 m nördlich am Ort vorbeifährt, hält auf der Strecke zwischen Neustadt in Sachsen und Sebnitz in Krumhermsdorf.

## Sehenswürdigkeiten
- Denkmal zum Ersten Weltkrieg